# Ekosystem wodny

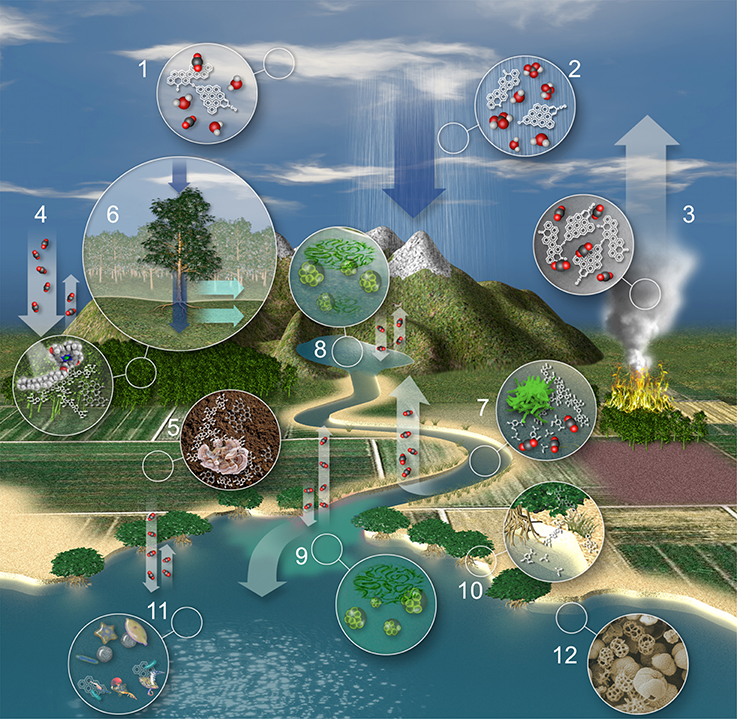
Elementy cyklu węglowego w środowisku wodnym

Ekosystemy wodne – ekosystemy, których biotop stanowi środowisko wodne: oceany, morza, jeziora, rzeki, źródła. Cechą charakterystyczną ekosystemów wodnych są specyficzne formacje (biocenozy): plankton, bentos, nekton, pleuston, neuston. Problematyczne może być zaliczenie do ekosystemów wodnych takich typów ekosystemów jak: bagna, torfowiska, moczary (używa się raczej określeń tereny podmokłe).
W środowiskach wodnych wyróżniamy kilka grup organizmów w zależności od miejsca występowania. Główne z nich to: plankton, nekton i bentos. 
- Plankton to zespół drobnych organizmów unoszonych przez wodę, które nie są zdolne przeciwstawić się silniejszym jej prądom. Organizmami planktonowymi są m.in.: drobne glony (okrzemki, zieleńce), pierwotniaki, drobne skorupiaki, larwy wielu zwierząt bezkręgowych.
- Nekton tworzą organizmy samodzielne pływające w wodzie. Należą do nich duże owady, ryby, płazy, gady i ssaki wodne.
- Mieszkańcami środowisk wodnych związanymi z dnem są organizmy bentosowe.

W każdym środowisku występuje strefowe rozmieszczenie gatunków roślin i zwierząt tworzących biocenozę. 
W ekosystemach wodnych (morza, jeziora) występuje strefowość zarówno pozioma - od brzegu do środka zbiornika wodnego jak i - pionowa od powierzchni do dna. W jeziorze wyróżnia się trzy główne strefy: przybrzeżną, czyli litoralną (litoral), otwartej toni wodnej, czyli pelagiczną (pelagial), głębinową, czyli profundalną (profundal).